# Братовчедите
„Братовчедите“ (на френски: Les Cousins) е френски драматичен филм от 1959 година на режисьора Клод Шаброл по негов сценарий в съавторство с Пол Жегоф.
В центъра на сюжета са отношенията между двама млади братовчеди — навикналия с парижкия светски живот Пол и ученолюбивия и наивен провинциалист Шарл. Главните роли се изпълняват от Жерар Блен, Жан-Клод Бриали, Жулиет Мениел.

## Сюжет
Една вечер, младият и наивен провинциалист Шарл (Жерар Блен) пристига в Париж при своя братовчед Пол (Жан-Клод Бриали), който живее в скъпия и интересно оформен апартамент на богатия им чичо. Веселият и остроумен Пол сърдечно посреща Шарл, прегръща го и го целува, продължавайки да си разменя шегички със своя приятел Кловис (Клод Сервал). Пол показва на Шарл апартамента и стаята, в която да се настани, а след това му съобщава радостната вест, че е приет в университета. Шарл се усамотява в стаята си и преди да си легне пише писмо на майка си. При него влиза Женевиев (Женевиев Клюни) и му доверява, че очаква дете от Пол, но родителите и са отказали да и помагат. Кловис казва, че всичко ще се нареди и те ще и дават пари.
На сутринта Пол събужда Шарл, показвайки му незареден револвер. Качват се в спортния автомобил на Пол и отиват на разходка в латинския квартал. Там те влизат в един младежки клуб. Междувременно Кловис е уредил нещата с Женевиев. В клуба Франсоаз (Стефан Одран) се заиграва с новодошлия Шарл, а по този повод нейния приятел Филип (Жан- Пиер Молен) се напива. Тук Пол е душата на компанията и всеобщ любимец. Той се шегува, закача момичетата и запознава пияния Филип с Мартина (Франсоаз Вател). Всички разбират, че Шарл е братовчед на Пол. Шарл сяда да играе бридж, в което очевидно е много добър. Той забелязва влязлата в клуба девойка Флоранс (Жулиет Мениел) и, разсеян не може да продължи играта. Пол го запознава с нея. Тя излиза от клуба последвана от Шарл, но се отдалечава по улицата в компанията на някакъв мъж. Шарл влиза в съседната книжарница и се запознава с продавача (Ги Декомбъл). Заради факта, че Шарл се заглежда в творбите на Балзак, продавача го определя като провинциалист, защото съвременната младеж се интересува от криминални романи и еротика. Той подарява на Шарл книга на Балзак.
Шарл се заема с образованието си и периодично пише писма на майка си. Той и съобщава, че може и да не посещава занятията, защото от книжарницата си купува копия на лекциите и ги учи в къщи.
Пол организира купон в апартамента, на който присъстват двайсетина негови приятели. Филип се оплаква на Шарл, че момичетата постоянно го зарязват, а той е влюбен във Франсоаз, макар тя да е развратница. Пол пуска плоча с музика на Моцарт. Франсоаз пристига в компанията на Рамо, който от първия момент не допада на Шарл. Идва и Флоранс, а Шарл и казва, че я е чакал с нетърпение. Те взимат бутилка вино и чаши, усамотявайки се на стълбите, където нежно разговарят и се смеят. Кловис довежда със себе си италиански граф от Флоренция (Корадо Гуардучи). Пристига Женевиев, при която вече всичко е наред и тревогите и са се оказали напразни.
Пол сменя музиката на Моцарт с тази на Вагнер и под нейните звуци изнася истинско представление. Той гаси светлините, слага на главата си германска фуражка и със свещник в ръка и изнася тайнствено- символистичен монолог на немски, завършвайки го с думите, че свършва войната, настъпва пролетта, звучи музика и човек се влюбва.
Филип крещи по Франсоаз, след което казва, че ненавижда всички и си тръгва. Шарл и Флоранс излизат на улицата, където се целуват. Той и разказва за себе си, за своята неувереност в живота и за зависимостта от майка си. Шарл разкрива, че предпочита да прилича дори на купонджията Кловис, защото в това вижда сила. Флоранс е възхитена от неговите думи. Сега Шарл е щастлив и иска да и каже много неща, но не намира смелост. Прошепва и нещо в ухото, а след това мислено и рецитира стиховете си. Флоранс му казва, че често се влюбва, а Шарл и отвръща, че е влюбен в нея и разкрива, че майка му не е била склонна да го пусне в Париж, опасявайки се, че ще го развалят и е пристигнал само благодарение на хитростта на Пол. Шарл предлага да се повозят на колата и влиза в апартамента да вземе ключовете. Там купона е в разгара си. Много пияният граф закача момичетата и всички му се присмиват. Той грабва револвера и заплашва една от девойките. След това го захвърля, разбивайки бутилка. Виждайки това, останалите започват да чупят бутилки и чаши. По предложение на Пол всички тръгват към колите за да се повозят. Пол взима Флоранс със себе си, принуждавайки по този начин Шарл да се качи в друг автомобил.
Шарл и Пол се връщат в апартамента, а там е погром, търкалят се пияни хора. Пол осветява лицето на спящия евреин Марк (Пол Бисцилиа) заплашвайки го с Гестапо. Марк наистина се изплашва. Шарл казва, че това е жестоко, а Пол отвръща, че така ще го отрезви. Пол показва на Шарл къде стоят патроните за револвера. Шарл иска от Пол телефонния номер на Флоранс, но той отказва да му го даде. На сутринта графа се събужда и се извинява за ужасното си поведение. Иска адреса на Кловис, благодари и си тръгва. Пристига икономката и им съобщава, че съседите са се оплаквали от ужасния шум, а телефона е оставен отворен.
Пол слага вода за кафе, а Шарл очаква обаждане от Флоранс. Тя звъни и си уговарят среща. Шарл и казва, че в три часа има важно занятие в университета, което не може да пропусне и ще се освободи в пет часа, когато ще могат да се срещнат и да се разходят към дома на Шарл. Флоранс се обърква и казва на Кловис, че има среща с Шарл в три часа.
Флоранс пристига в апартамента в три часа, където е само Пол. Той я кани вътре да изчака Шарл. Пол и казва, че между нея и Шарл нищо няма да се получи, защото братовчед му е работяга и зубър, а тя е привикнала към веселия, безгрижен живот и развлеченията. Много скоро Флоранс ще се отегчи от еднообразието, а освен това съществува и майката на Шарл. Според Пол, Шарл е отличен младеж, но те двамата не са създадени един за друг и заедно ще бъдат нещастни. Пристига Кловис. Той се развеселява от опита на Флоранс да се влюби в Шарл. Казва и че с него ще умре от скука, че е преспала с почти целия латински квартал, а се опитва да се изкара девственица и да излъже момчето. Кловис и заявява, че тя може да преспи с Шарл, но не бива да го заблуждава, че заедно ще бъдат щастливи. Той и казва, че тя повече си подхожда с Пол и предлага да се сближи с него. Флоранс гали Пол по ръката, целуват се и прегърнати се усамотяват в другата стая.
Докато Шарл чака Флоранс пред университета, състуденти му съобщават, че заради Франсоаз, Филип се е хвърлил през прозореца. Шарл се прибира и заварва Пол и Флоранс. Той я упреква, че напразно е чакал два часа, а тя го моли за извинение. Едва намирайки думи и страхувайки се да не го разстрои, Пол съобщава на Шарл, че докато са го чакали с Флоранс са решили да заживеят заедно. Флоранс потвърждава неговите думи и казва на Шарл, че ще си останат само приятели.
Разочарованият Шарл разказва страданията си на продавача в книжарницата, който го убеждава, че всичко се компенсира с много труд. С диплома в джоба ще си намери добра работа и ще изкара пари, които ще привлекат вниманието на момичетата към него, внимание, което с времето Пол ще загуби. Той го приканва да отиде да се труди.
Шарл усърдно се заема с учението си. Флоранс се пренася в апартамента. На обяд Шарл казва на Пол, че с неговото отношение ще си провали изпитите. Пол обаче не се притеснява от това. Вечерта Шарл пише писмо на майка си, в което казва, че се надява на блестящо представяне по време на сесията. Танцувайки, Пол и Флоранс влизат при Шарл и го канят да изпие с тях по напитка, но той отказва.
На другия ден Флоранс хваща тен на балкона, а Шарл продължава да учи. Тя го моли да поговорят, но той се затваря в стаята си. Пол и Флоранс влизат под душа, където шумно се карат, непозволявайки на Шарл да се съсредоточи в заниманието си. След закуската Пол съобщава, че между него и Флоранс всичко е приключило и ще си останат само приятели.
Четири дни преди началото на сесията, Шарл съветва Пол да седне да понаучи нещо, но Пол му отвръща да не се притеснява, защото той знае как се полагат изпити и не го интересуват особено. Пол е убеден, че способността му да изложи темата ще прикрие недостатъците в подготовката му.
След изпитите, доволният Пол излиза от университета, взима със себе си две момичета и отива да се весели. Той устройва поредния купон, този път по повод успешното полагане на изпитите. Шарл се затваря в стаята си да учи под предлог, че на него не му се отдава като на Пол и че е от породата на работягите.
По време на купона Кловис прави поредната изненада. Той вкарва в апартамента огромен черен сандък, от който се появява източен факир, размахвайки верига. Целият този шум затормозява Шарл. Пускат музика на Вагнер. Пол прегръща Флоранс, но тя го отблъсква и отива в стаята на Шарл. Тя се опитва да го утеши, но той и казва, че няма избор и е длъжен да учи. Шарл се срива психически, заявява, че трябва да се труди, че е обещал на майка си и гони Флоранс от стаята.
На следващия ден Шарл излиза от университета в минорно настроение, той се е провалил на изпитите. Иска да отиде в църквата, но тя е затворена. Той влиза в книжарницата и се оплаква на продавача за неуспеха си. Той му отвръща, че света не е свършил и с много работа могат да се оправят нещата. Шарл отива в едно кафене, където вижда тъжно усмихващата се Флоранс в компанията на Кловис и други мъже. Вечерта Шарл застава на брега на нощната Сена и крещейки изхвърля студентската си книжка във водите и. Прибира се в апартамента с мисълта, че не желае Пол да се събуди на сутринта. Пуска щорите и взима закачения на стената револвер. Зарежда един патрон, завърта барабана и насочва пистолета към главата на спящия Пол. Натиска спусъка, но изстрел не последва. Хвърля револвера на дивана и си отива в стаята да спи.
На сутринта Шарл се опитва да учи, но не успява да се съсредоточи. В хола вижда Пол и му споменава, че се е провалил на изпитите, че преподавателите са го объркали. Пол му казва, че жените и изпитите не са всичко, че дори майка му не е всичко. Все още има шанс нещата да се наредят. Пол припомня на Шарл съвместните им купони и изненадите, които им е направил Кловис. Виждайки лежащия на дивана пистолет, Пол си спомня за пияния граф, заплашващ с него жените и на шега го взима, насочвайки го към Шарл. Той се опитва да го предупреди, че е зареден, но не успява и прозвучава изстрел. Шарл пада и умира на място. Изплашения Пол рухва в креслото.

## В ролите
| Изпълнител      | Роля                     |
| --------------- | ------------------------ |
| Жерар Блен      | Шарл                     |
| Жан-Клод Бриали | Пол                      |
| Жулиет Мениел   | Флоранс                  |
| Клод Сервал     | Кловис                   |
| Ги Декомбъл     | Продавача в книжарницата |
| Женевиев Клюни  | Женевиев                 |
| Мишел Мериц     | Ивон                     |
| Корадо Гуардучи | Италианския граф         |
| Стефан Одран    | Франсоаз                 |
| Пол Бисилия     | Марк                     |
| Жана Перес      | Икономката               |
| Франсоаз Вател  | Мартина                  |
| Жан-Пиер Молен  | Филип                    |

## Награди и номинации
- „Братовчедите“ получава наградата „Златна мечка“ на Берлинале.